# Ухотская волость
У́хотская во́лость — волость в составе Вытегорского уезда Олонецкой губернии Российской Империи, РСФСР. Волостное правление располагалось в селении Тоболкина.
Самым удалённым от волостного правления поселением было Ишукова (9,5 версты). Самым многочисленным — Никифорова (400 жителей), а самым малочисленным — Якушева (3 жителя).
В настоящее время территория Ухотской волости относится в основном к Каргопольскому району Архангельской области.

## География
Местность, где находилась волость, находится в подзоне средней тайги, в пределах северной части Восточно-Европейской равнины. Главная река волости — Ухта (приток Лачи).

### Климат
Климат характеризуется как умеренно континентальный, с продолжительной холодной зимой и умеренно тёплым влажным летом. Среднегодовая температура воздуха — 2,1 °C. Средняя температура воздуха самого холодного месяца (января) — −12,3 °C (абсолютный минимум — −50 °C), средняя температура самого тёплого (июля) — 16,5 °С (абсолютный максимум — 35 °C). Продолжительность безморозного периода составляет 91 день. Вегетационный период начинается в среднем 7 мая и длится около 145 дней. Годовое количество атмосферных осадков — 541 мм, из которых 389 мм выпадает в период с апреля по октябрь. Снежный покров держится в течение 170 дней.

## История
Декретом ВЦИК от 18 сентября 1922 года Олонецкая губерния была упразднена и волость включена в состав Вологодской губернии.
В ходе реформы административно-территориального деления СССР в 1927 году волость была упразднена.

## Состав
В состав волости входили сельские общества, включающие 43 деревни:
- Вахрушевское общество
- Ереминское общество
- Низовское общество
- Никифоровское общество
- Юркинское общество

### Населённые пункты
| Вахрушевское общество              |       |         |       |                |
| Поселение                          | Семей | Человек | До ВП | Школа          |
| Вахрушева при реке Ухте            | 50    | 288     | 8     | В 2 верстах    |
| Фатьянова при реке Ухте            | 34    | 178     | 7     | В 2 верстах    |
| Дудина при реке Ухте               | 33    | 191     | 7     | В 0,5 версты   |
| Клепикова при реке Ухте            | 8     | 47      | 6     | В 1 версте     |
| Аксенова при реке Ухте             | 14    | 71      | 6,5   | В 1 версте     |
| Итого                              | 139   | 775     |       | 0              |
| Ереминское общество                |       |         |       |                |
| Поселение                          | Семей | Человек | До ВП | Школа          |
| Еремина при реке Ухте              | 23    | 125     | 1,5   | В 0,75 версты  |
| Рукина при реке Ухте               | 14    | 95      | 2,5   | В 1,5 верстах  |
| Новое село при реке Ухте           | 12    | 73      | 2     | В 1 версте     |
| Ершева при реке Ухте               | 5     | 30      | 3     | В 4 верстах    |
| Окулова при реке Ухте              | 8     | 44      | 2,5   | В 4 верстах    |
| Брюхова при реке Ухте              | 12    | 86      | 3,5   | В 5 верстах    |
| Ермолина при реке Ухте             | 6     | 49      | 5     | В 1,5 верстах  |
| Баустова при реке Ухте             | 6     | 44      | 4,5   | В 2,5 верстах  |
| Кобылина при реке Ухте             | 13    | 71      | 3     | В 1,5 верстах  |
| Леонтьева при реке Ухте            | 20    | 108     | 1     | В 2 верстах    |
| Усадьба Климушинская при реке Ухте | 2     | 6       | 1,5   | В 1,5 верстах  |
| Итого                              | 121   | 731     |       | 0              |
| Низовское общество                 |       |         |       |                |
| Поселение                          | Семей | Человек | До ВП | Школа          |
| Ефремова при реке Ухте             | 28    | 181     | 0,25  | В 1 версте     |
| Тоболкина при реке Ухте            | 28    | 164     | 0     | В 1 версте     |
| Ильина при реке Ухте               | 8     | 38      | 0,25  | В 0,5 версты   |
| Понадьина при реке Ухте            | 23    | 132     | 1     | В 1,25 верстах |
| Низ при реке Ухте                  | 29    | 179     | 1,25  | В 1,25 верстах |
| Песок при реке Ухте                | 25    | 143     | 1     | В 0,25 версты  |
| Ковежская при реке Ухте            | 5     | 21      | 1,25  | В 0,5 версты   |
| Итого                              | 146   | 858     |       | 0              |
| Никифоровское общество             |       |         |       |                |
| Поселение                          | Семей | Человек | До ВП | Школа          |
| Ванюкова при реке Ухте             | 13    | 71      | 8     | В 4 верстах    |
| Якушева при реке Ухте              | 1     | 3       | 7     | В 3 верстах    |
| Ишукова при реке Ухте              | 5     | 39      | 9,5   | В 2 верстах    |
| Боброва при реке Ухте              | 14    | 87      | 6     | В 2 верстах    |
| Бурцева при реке Ухте              | 9     | 35      | 6     | В 2 верстах    |
| Никифорова при реке Ухте           | 59    | 400     | 4     | Есть           |
| Демина при реке Ухте               | 4     | 23      | 4     | В 0,5 версты   |
| Запорина при реке Ухте             | 12    | 79      | 3     | В 1 версте     |
| Итого                              | 117   | 737     |       | 1              |
| Юркинское общество                 |       |         |       |                |
| Поселение                          | Семей | Человек | До ВП | Школа          |
| Федорова при реке Ухте             | 5     | 25      | 6     | В 2,5 верстах  |
| Козулина при реке Ухте             | 6     | 45      | 6     | В 2,5 верстах  |
| Мишуткина при реке Ухте            | 3     | 14      | 5,5   | В 2 верстах    |
| Копытова при реке Ухте             | 15    | 100     | 5     | В 1,5 верстах  |
| Панкратова при реке Ухте           | 13    | 87      | 5     | В 1,5 верстах  |
| Сергеева при реке Ухте             | 22    | 168     | 4,5   | В 1,5 верстах  |
| Обросова при реке Ухте             | 3     | 22      | 4     | В 1 версте     |
| Прокопьева при реке Ухте           | 15    | 114     | 3,5   | Есть           |
| Юркина при реке Ухте               | 17    | 130     | 4     | В 0,25 версты  |
| Поганина при реке Ухте             | 16    | 93      | 3     | В 0,5 версты   |
| Черницына при реке Ухте            | 8     | 51      | 2,5   | В 1,5 верстах  |
| Васильева при реке Ухте            | 9     | 77      | 2     | В 2 верстах    |
| Итого                              | 132   | 926     |       | 1              |

### Ухотский приход
В Ухотский приход Вытегорского уезда в 1882 году входило 34 деревни:
- 1. Ванюкова.
- 2. Якушева.
- 3. Ишукова.
- 4. Боброва.
- 5. Бурцева.
- 6. Никифорова.
- 7. Дешина.
- 8. Рукина.
- 9. Новое-Село.
- 10. Запарина.
- 11. Песокъ.
- 12. Попадьина.
- 13. Низъ.
- 14. Ильина.
- 15. Тоболкина.
- 16. Ефремова.
- 17. Леонтьева.
- 18. Еремина.
- 19. Ершева.
- 20. Окулова.
- 21. Кобылина.
- 22. Брюхова.
- 23. Васильева.
- 24. Черницына.
- 25. Поганина.
- 26. Прокопьева.
- 27. Юркина.
- 28. Ермолина.
- 29. Обросова.
- 30. Сергѣева.
- 31. Панкратова.
- 32. Копытова.
- 33. Мишуткина.
- 34. Козулина.

## Население
На 1890 год численность населения волости составляла 3399 человек.
На 1905 год численность населения волости составляла 4027 человек.

## Инфраструктура
Личное подсобное хозяйство с зоной сельскохозяйственного использования, индивидуальная застройка усадебного типа. В среднем на каждый крестьянский дом (семью) приходилось по 5,9 (6,2) человек.
Основа экономики — сельское хозяйство. В волости на 1905 год насчитывалось 440 лошадей, 1002 коровы и 3154 головы прочего скота.
В волости в 1905 году были 2 школы: в селениях Никифорова и Прокопьева. В среднем на 2014 человек приходилась 1 школа. Дальше всего до школы было добираться из селения Брюхова (5 вёрст). В пределах пяти вёрст от ближайшей школы находилось 42 поселения общей численностью 3941 житель (97.86 %).